# Dasher (Géorgie)
Pour les articles homonymes, voir Dasher.
Dasher est une ville américaine située dans le comté de Lowndes, en Géorgie. Selon le recensement de 2020, sa population est de 890 habitants.